# Guirsilik
Guirsilik (auch: Girsilik, Gourselick, Goursélik, Guirsillik, Guisilik, Gurselik) ist ein Dorf in der Landgemeinde Goudoumaria in Niger.

## Geographie
Das von einem traditionellen Ortsvorsteher (chef traditionnel) geleitete Dorf befindet sich rund 50 Kilometer südwestlich des Hauptorts Goudoumaria der gleichnamigen Landgemeinde und des gleichnamigen Departements Goudoumaria, das zur Region Diffa gehört. Zu den Siedlungen in der näheren Umgebung von Guirsilik zählen Kadella Boua Canada im Nordosten, Karagou Mandaram im Osten, Kri Bitoa Kaday im Süden und Karguéri im Südwesten. Das Dorf liegt auf einer Höhe von 334 m in der Zone der fruchtbaren Mulden von Maïné-Soroa.

## Geschichte

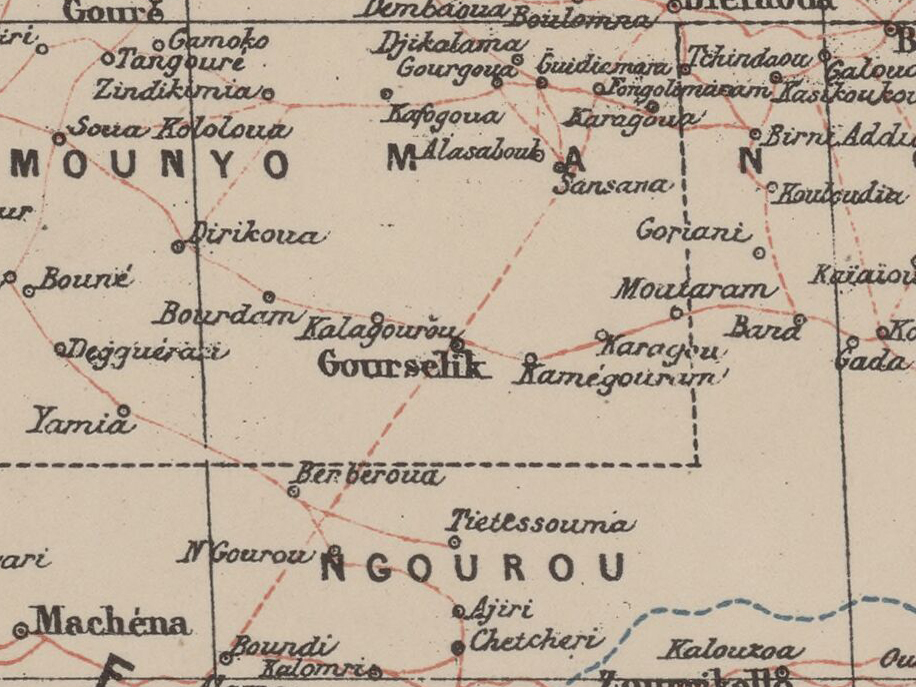
Ausschnitt einer Karte von 1903 mit Guirsilik (Gourselik) im Zentrum

In Guirsilik wurde noch zu Beginn des 20. Jahrhunderts auf traditionelle Weise Salz gewonnen. Dabei wurde die salzhaltige Erde unter ständiger Wasserzufuhr in Töpfen gekocht, bis die Erde weitgehend ausgewaschen war und das Salz entnommen werden konnte. Die 378 Kilometer lange Piste für Reiter zwischen den Orten Maïné-Soroa und Zinder, die durch Guirsilik führte, galt in den 1920er Jahren als einer der Hauptverkehrswege in der damaligen französischen Kolonie Niger.

## Bevölkerung
Bei der Volkszählung 2012 hatte Guirsilik 457 Einwohner, die in 80 Haushalten lebten. Bei der Volkszählung 2001 betrug die Einwohnerzahl 327 in 63 Haushalten und bei der Volkszählung 1988 belief sich die Einwohnerzahl auf 454 in 107 Haushalten.

## Wirtschaft und Infrastruktur
Es gibt eine Schule im Dorf.